# Ron Killings
Ronald "Ron" Killings  född 19 januari 1972, är en professionell amerikansk fribrottare och rappare. Han arbetar för WWE med sitt verkliga namn och kallades tidigare för R-Truth. 1 juni 2025 meddelades att han har lämnat WWE. En vecka senare återvände han till WWE och går numera under sitt verkliga namn.